# Грас Вали (град, Орегон)
Грас Вали (на английски: Grass Valley) е град в окръг Шърман, щата Орегон, САЩ. Грас Вали е с население от 171 жители (2000) и обща площ от 1,4 km². Намира се на 687,9 m надморска височина. ЗИП кодът му е 97029, а телефонният му код е 541.